# Nostera
Nostera is een geslacht van spinnen uit de familie mierenjagers (Zodariidae).

## Soorten
Het geslacht kent de volgende soorten:
- Nostera lynx Jocqué, 1991
- Nostera nadgee Jocqué, 1995